# Liste der Bodendenkmale in Wahlstedt
In der Liste der Bodendenkmale in Wahlstedt sind die Bodendenkmale der Gemeinde Wahlstedt nach dem Stand der Bodendenkmalliste des Archäologischen Landesamts Schleswig-Holstein von 2016 aufgelistet. Die Baudenkmale sind in der Liste der Kulturdenkmale in Wahlstedt aufgeführt.
| Denkmal-ID           | Befundart           | Bezeichnung                    | Zeitstellung                 | Lage | Bemerkungen | Bild |
| -------------------- | ------------------- | ------------------------------ | ---------------------------- | ---- | ----------- | ---- |
| aKD-ALSH-Nr. 004 578 | Grabmal > Grabhügel | Grabhügel „Blocksberg“         | Vor- und/oder Frühgeschichte |      |             |      |
| aKD-ALSH-Nr. 004 579 | Grabmal > Grabhügel | Grabhügel                      | Vor- und/oder Frühgeschichte |      |             |      |
| aKD-ALSH-Nr. 004 580 | Grabmal > Grabhügel | Grabhügel „Großer Wahrdenberg“ | Vor- und/oder Frühgeschichte |      |             |      |